# Eugène Le Bègue de Germiny
Charles-Eugène Le Bègue, comte de Germiny, né à Melun le 11 juillet 1841 et mort en juin 1898 à Buenos Aires, est un avocat et homme politique français. 
Figure montante de la droite catholique parisienne, il est foudroyé en 1876 par une affaire de mœurs.

## Biographie
Eugène naît en 1841 à Melun, où son père, Charles Le Bègue de Germiny, occupe le poste de préfet de Seine-et-Marne. Fils d'un pair de France et gendre du ministre Georges Humann, Charles Le Bègue de Germiny sera ministre des Finances sous la Deuxième République, gouverneur de la Banque de France puis sénateur sous le Second Empire. Comme tous les membres de leur famille depuis 1715, Charles et ses fils portent le titre de « comte de Germiny ».

### L'ascension d'un notable catholique
Après une scolarité au collège jésuite de Vaugirard dirigé par le père Olivaint, Eugène Le Bègue de Germiny poursuit ses études et devient docteur en droit. Jeune avocat inscrit au barreau de Paris en 1865, il est élu secrétaire de la Conférence du stage en 1867, avant d'être lauréat du prix Liouville en 1868. La même année, il épouse Emma-Clémence-Marianne Le Bègue de Germiny, fille d'Henri-Gabriel-Marie Le Bègue de Germiny, un cousin de son père. Collègue et ami du jeune marié, l'ancien ministre Michel Hébert figure parmi les témoins. Eugène et Marianne auront trois enfants, Raoul, Charles et Marie.
Disciple d'Henri Perreyve, ami d'Albert de Mun et homme d'ordre profondément marqué par les événements de la Commune (pendant lesquels son ancien maître, le père Olivaint, qui souhaitait lui confier sa défense, a été exécuté sommairement), Eugène est un catholique militant. Il appartient ainsi à plusieurs œuvres et cercles liés à l’Église, comme le comité de la basilique du Sacré-Cœur de Montmartre. Secrétaire général de la Société générale d'éducation et d'enseignement, membre de l’Œuvre du Vénérable de La Salle, membre-fondateur puis administrateur (avec Charles Hamel et Ferdinand Riant) de l'Université catholique de Paris, il est, en 1876, l'avocat du père Stanislas du Lac, recteur de l'école jésuite de la rue des Postes.
Cet engagement le fait entrer en politique sous la bannière de la droite catholique et légitimiste. Le 29 novembre 1874, Eugène de Germiny est élu conseiller municipal du quartier Saint-Thomas-d'Aquin dans le 7e arrondissement de Paris. Également membre du conseil général de la Seine, il se présente aux élections législatives de février 1876 dans la circonscription correspondant à son arrondissement. Se présentant aux électeurs comme le défenseur de l'ordre, de la propriété, de la famille et de la religion, il est cependant largement devancé par le bonapartiste Anatole Bartholoni, le radical Charles-Félix Frébault et le républicain modéré Amédée Langlois, député sortant, qui se désiste avant le second tour en faveur de Frébault. Germiny se désiste également, mais sans appeler à voter pour Bartholoni, qui sera finalement battu par Frébault.

### Le scandale

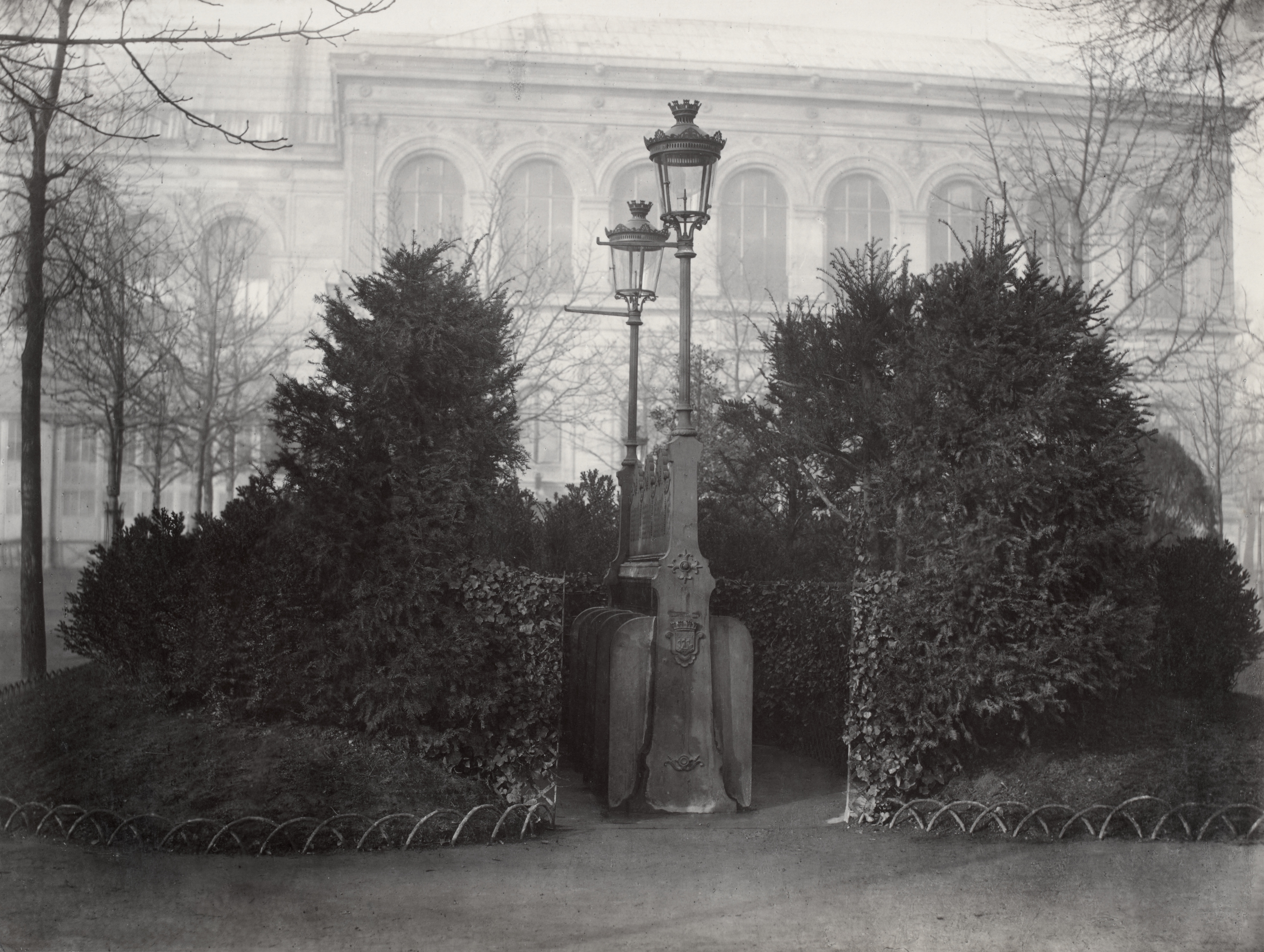
Vespasiennes du jardin des Champs-Élysées (photographie de Marville).

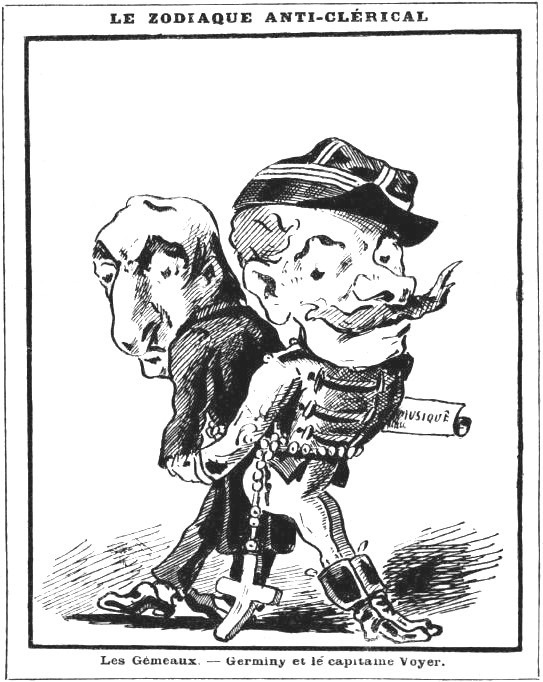
Caricature de 1881 associant Germiny (à gauche) au capitaine, victime d'une affaire similaire.

Espoir de la droite monarchiste et cléricale en lutte contre les républicains, Eugène de Germiny voit sa réputation et sa carrière s'effondrer le 6 décembre 1876.
Ce soir-là, vers 23 heures, il est en effet arrêté par la police des mœurs alors qu'il se trouve dans une vespasienne des Champs-Élysées, près du café des ambassadeurs, en compagnie d'un jeune ouvrier de 18 ans, Pierre Chouard. L'affaire est très rapidement ébruitée : dans une lettre du 14 décembre adressée à Tourgueniev, Gustave Flaubert semble s'en réjouir : « Quelle histoire que celle du sieur de Germiny arrêté comme boulgre ! Voilà de ces anecdotes qui consolent et aident à supporter l’existence »).
Accusé d'outrage public à la pudeur et de rébellion, Germiny se défend en prétendant ne s'être rendu dans ce lieu notoire de rencontres homosexuelles que pour y enquêter sur « certains faits scandaleux ». Le 30 décembre 1876, la huitième chambre du tribunal correctionnel le condamne à deux mois de prison et 200 francs d'amende.
Cette condamnation infamante d'un partisan de l'Ordre moral fait la joie des républicains et, surtout, des plus anticléricaux d'entre eux. Elle prive Eugène de Germiny de son mandat municipal et de son poste d'administrateur de l'Université catholique, auquel il sera remplacé par Octave Depeyre.

### L'exil en Argentine
Après avoir purgé sa peine à la prison de la Santé, il se sépare de son épouse en 1886 et s'exile en Argentine sous le nom de « Lebègue ».
Installé à Buenos Aires, où il vit en concubinage avec une mulâtresse, il écrit quelques articles pour L'indépendant, l'un des journaux de la colonie française. Il gagne tout d'abord sa vie comme clerc dans l'étude de maître Delcasse avant de passer des examens de droit pour être admis au barreau local. Il reprend ainsi avec succès son ancienne activité d'avocat dans la capitale argentine, où il meurt en 1898. 
Dans son testament, rédigé en 1892, il pardonne à ceux qui ont « brisé [s]a vie », et demande à son exécuteur testamentaire « de brûler tous [s]es papiers, désirant qu'une fois mort le silence se fasse absolument sur [lui] ».